# Zenillia orientalis
Zenillia orientalis là một loài ruồi trong họ Tachinidae.